# Polak-katolik
Polak-katolik – powstały w okresie rozbiorów stereotyp Polaka.

## Rys historyczny
Idea ścisłego powiązania polskiej kultury i tożsamości z religią katolicką miała charakter nie tylko religijny, ale także polityczny, albowiem państwa wrogie wówczas Rzeczypospolitej – luterańska Szwecja, prawosławna Rosja i Kozacy oraz mahometańska Turcja – reprezentowały inne podejście do tolerancji religijnej (wolności religijnej) niż w Rzeczypospolitej (zob. konfederacja warszawska). Klęski Rzeczypospolitej zaczęto tłumaczyć jako karę Bożą za tolerancję religijną.
W czasach rozbiorów w większości katolickim społeczeństwie polskim w wyniku oporu przeciw tradycyjnemu rosyjskiemu prawosławiu i pruskiemu protestantyzmowi ukształtował się stereotyp przynależności narodowej uzależnionej od wiary katolickiej. Wyznawanie wiary katolickiej uznawane było za cechę polskiego charakteru narodowego.
W dwudziestoleciu międzywojennym stereotyp Polaka-katolika sprzyjał łączeniu katolicyzmu z nacjonalizmem. Wpływał hamująco na integrację bardzo zróżnicowanych wyznaniowo obywateli II Rzeczypospolitej. Wzmagał niechęć i wrogie postawy przede wszystkim mniejszości narodowych, szczególnie na tzw. kresach wschodnich. W okresie Polskiej Rzeczypospolitej Ludowej nabrał on charakteru antykomunistycznego.